# 태풍 조앤 (1959년)
태풍 조앤 (Typhoon Joan) 은 최저기압 885 hPa를 기록한 1959년의 태풍이다. 1959년에서 가장 강한 태풍이며, 대만에 큰 피해를 입혔다. 이 태풍으로 대만에서 11명이 사망하고 74명이 부상당했으며, 3,308채의 가옥들을 파괴하였다.

## 기압이 낮았던 태풍
| 순위 | 태풍번호 | 태풍이름 | 최저기압 (hPa) |
| ---- | -------- | -------- | -------------- |
| 1위  | 7920     | TIP      | 870            |
| 2위  | 7315     | NORA     | 875            |
| 2위  | 7520     | JUNE     | 875            |
| 4위  | 5822     | IDA      | 877            |
| 5위  | 6604     | KIT      | 880            |
| 5위  | 7826     | RITA     | 880            |
| 5위  | 8422     | VANESSA  | 880            |
| 8위  | 5307     | NINA     | 885            |
| 8위  | 5909     | JOAN     | 885            |
| 8위  | 7135     | IRMA     | 885            |
| 8위  | 8310     | FORREST  | 885            |
| 8위  | 1013     | MEGI     | 885            |

## 같이 보기
- 태풍 빌리스 (2000년)